# Helena Kolody
Helena Kolody  (União da Vitória, 12 de outubro de 1912 – Curitiba, 15 de fevereiro de 2004) foi uma poeta brasileira.

## Biografia
Seus pais, Miguel e Vitória Kolody, foram imigrantes ucranianos que se conheceram no Brasil. Nascida em União da Vitória, Helena passou parte da infância até 1920 em Três Barras e até 1922 na cidade de Rio Negro, onde fez o curso primário. Estudou piano, pintura e, aos doze anos, fez seus primeiros versos.
Seu primeiro poema publicado foi A Lágrima, aos 16 anos de idade, e a divulgação de seus trabalhos, na época, era através da revista Marinha, de Paranaguá.
Aos 20 anos, Helena iniciou a carreira de professora do ensino médio e inspetora de escola pública. Lecionou no Instituto de Educação de Curitiba por 23 anos. Helena Kolody, segundo o que consta em seu livro Viagem no Espelho, foi professora da "Escola de Professores" da cidade de Jacarezinho, onde lecionou por vários anos. Também lecionou em Ponta Grossa, administrando aulas de metodologia e biologia.
Seu primeiro livro, publicado em 1941, foi Paisagem Interior, dedicado a seu pai, Miguel Kolody, que faleceu dois meses antes da publicação.
Helena se tornou uma das poetisas mais importantes do Paraná, e praticava principalmente o haicai, que é uma forma poética de origem japonesa, cuja característica é a concisão, ou seja, a arte de dizer o máximo com o mínimo. Foi a primeira mulher a publicar haicais no Brasil, em 1941. Em 1993. foi homenageada pela comunidade nipônica brasileira com o nome de haicaísta.
Morreu aos 91 anos, vítima de problemas cardíacos. Está enterrada no Cemitério Municipal de Paraná.

## Obras
- Paisagem Interior (1949)[4]
- Música Submersa (1945)
- A Sombra no Rio (1951)
- Poesias Completas (1962)
- Vida Breve (1965)
- Era Espacial e Trilha Sonora (1966)
- Antologia Poética (1967)
- Tempo (1970)
- Correnteza (1977, seleção de poemas publicados até esta data)
- Infinito Presente (1980)
- Poesias Escolhidas (1983, traduções de seus poemas para o ucraniano)
- Sempre Palavra (1985)
- Poesia Mínima (1986)
- Viagem no Espelho (1995, reunião de vários livros já publicados)
- Ontem, Agora (1991)
- Reika (1993)[7]
- Sempre Poesia (1994, antologia poética)
- Caixinha de Música (1996)
- Luz Infinita (1997, edição bilíngüe).
- Sinfonia da Vida (1997, antologia poética com depoimentos da poetisa)
- Helena Kolody por Helena Kolody (1997, CD gravado para a coleção Poesia Falada)
- Poemas do Amor Impossível (2002, antologia poética)
- Memórias de Nhá Mariquinha (2007, obra em prosa)

## Prêmios e homenagens
- 1985 - Recebe o "Diploma de Mérito Literário da Prefeitura de Curitiba".
- 1987 - Recebe o título de "Cidadã Honorária de Curitiba".
- 1988 - Criação do "Concurso Nacional de Poesia Helena Kolody", realizado anualmente pela Secretaria da Cultura do Paraná, em sua homenagem.[5]
- 1989 - Gravação e publicação de seu depoimento para o Museu da Imagem e do Som do Paraná.
- 1991 - Eleita para a Academia Paranaense de Letras.
- 1992 - O filme A Babel de Luz, do cineasta Sylvio Back, homenageia os 80 anos da poetisa, tendo recebido o prêmio de melhor curta-metragem e melhor montagem, do 25° Festival de Brasília.
- 2002 - Exposição em homenagem aos 90 anos da poetisa, na Biblioteca Pública do Paraná.
- 2003 - Recebe o título de "Doutora Honoris Causa" pela Universidade Federal do Paraná.